# Old Is New
Old Is New je 14. in zadnji studijski album ameriške rock skupine Toto, ki je izšel kot del skupininega seta All In, 6. novembra 2018. Pri skladbah »Devil's Tower« in »Spanish Sea« so bili uporabljeni posnetki Jeffa Porcara, ki je umrl leta 1992, in Mikea Porcara, ki je umrl leta 2015.

## Pregled
Album vsebuje deset skladb. Sedem od teh je bilo posnetih v preteklosti, vendar niso bile nikoli izdane. Sem spadajo tudi skladbe »Spanish Sea«, »Alone« in »Struck By Lightning«, ki so izšle že na kompilacijskem albumu 40 Trips Around the Sun.
Steve Lukather je o projektu dejal: “Ponovno smo napisali nove dele starega materiala in jih vstavili v stare posnetke. Potem smo igrali poleg delov, ki so bili posneti, ko smo bili stari 22-25 let. Obdržali smo posnetke Jeffa, Mikea in Hungatea in glavne dele skladb ter kitare in klavir. Morali smo ohraniti duh stvari iz starih časov.”

## Seznam skladb
Vse pesmi je napisal in uglasbil Steve Lukather, David Paich, Steve Porcaro in Joseph Williams, razen, kjer je posebej napisano.
| Št.             | Naslov                                                      | Pisec | Glavni vokal                  | Dolžina |
| --------------- | ----------------------------------------------------------- | --- | ----------------------------- | ------- |
| 1.              | „Alone‟ (izšla že na 40 Trips Around the Sun)               | | Williams                      | 4:32    |
| 2.              | „Devil's Tower‟                                             | | Lukather & Williams           | 3:44    |
| 3.              | „Fearful Heart‟                                             | | Williams                      | 3:52    |
| 4.              | „Spanish Sea‟ (izšla že na 40 Trips Around the Sun)         | | Paich & Williams              | 4:25    |
| 5.              | „In A Little While‟                                         | Steve Porcaro & David Paich | Lukather                      | 4:49    |
| 6.              | „Chelsea‟                                                   | | Williams                      | 4:51    |
| 7.              | „Chase The Rain‟                                            | | S. Porcaro                    | 3:16    |
| 8.              | „Oh Why?‟                                                   | David Paich | Paich                         | 3:55    |
| 9.              | „Struck By Lightning‟ (izšla že na 40 Trips Around the Sun) | | Williams                      | 4:17    |
| 10.             | „We'll Keep On Running‟                                     | Chris Emerson, Surahn Sidhu, James Rushent, Steve Lukather, Jeff Porcaro, Jane Jessica Higgs, David Paich, Steve Porcaro, Joseph Williams | Lukather, Williams & Skrillex | 4:41    |
| Skupna dolžina: | Skupna dolžina:                                             | Skupna dolžina: | Skupna dolžina:               | 42:22   |

## Osebje

### Toto
- Steve Lukather – kitare, vokal, bas kitara (1, 9), sitar (8)
- Joseph Williams – vokal, klaviature (6)
- David Paich – klavir, klaviature, vokal
- Steve Porcaro – sintetizatorji, klaviature, vokal, synth bass (7), Hammond orgle (8, 9)
- Jeff Porcaro – bobni (2-5, 8)
- Mike Porcaro – bas kitara (3, 4, 8)
- David Hungate – bas kitara (2, 5)

### Dodatni glasbeniki
- Vinnie Colaiuta – bobni (1, 6, 9)
- Lenny Castro – tolkala
- Shannon Forrest – bobni (7)
- Mark T. Williams – spremljevalni vokal (3, 4)
- Timothy B. Schmit – spremljevalni vokal (4)
- Martin Tillman – čelo (8, 9)
- Pat Knox, Lorraine Paich, Weston Wilson – spremljevalni vokal (9)
- James Rushent, Surahn Sidhu & Trevor Lukather – dodatna instrumentacija (10)

### Produkcija
- Mastering: Elliot Scheiner
- Tonski mojster: James Rushent (7)
- Inženir: Damien Weatherley (7)